# 島崎正樹
島崎 正樹（しまざき まさき、天保2年5月4日（1831年6月13日 - 明治19年（1886年）11月29日）は、幕末の国学者。
小説家島崎藤村の父で、「夜明け前」の主人公「青山半蔵」のモデルとなった人物である。
号は松翠園静雅、粲園、静舎、観山楼、璞堂、静斎。字は禎夫。初名は重寛。通称は吉左衛門。

## 人物
中山道馬籠宿の本陣・庄屋・問屋を兼ねる島崎吉左衛門重韶の子として生まれ、長じて家督を継いだ。
中津川宿の問屋役であった、間秀矩（はざま ひでのり）に国学を学び、また中津川の医師の、馬島靖庵に皇学・漢学を学び、文久3年（1863年）に秀矩の紹介で平田篤胤の没後門人となる。また自ら馬籠に私塾を開いて子弟に教授した。
安政5年（1858年）以降、三度にわたり村内の火災に際して窮民の救恤に奔走して尾張藩から賞された。明治2年（1869年）から木曽谷の官有山林の地元への解放運動に奔走するが、明治5年（1872年）に戸長を罷免された。
明治7年（1874年）、上京して教部省考証課雇員として出仕するが、明治天皇の輿に憂国の歌を書き記した扇子を投げたことで、不敬罪に問われた。同年11月に岐阜県飛騨一宮水無神社の宮司となり、中講義を兼ねるが、明治11年（1878年）、明治天皇の北陸地方巡幸に際し、憂国の建白を試みて叱責され、挫折をくり返した末に精神を病んだ。
明治13年（1880年）に馬籠へ帰郷したが、後に島崎家の菩提寺である永昌寺を放火した。
明治19年（1886年）年11月29日、島崎家家中の座敷牢の中で死去した。